# Бистриводе
Бистриводе су насељено мјесто у општини Вишеград, Република Српска, БиХ. Према попису становништва из 1991. у насељу је живјело 122 становника.

## Становништво
| Националност       | 1991. |
| Муслимани          | 121   |
| остали и непознато | 1 (%) |
| Укупно             | 122   |

| Демографија- | Демографија- | Демографија- |
| Година       | Становника   | Становника   |
| ------------ | ------------ | ------------ |
| 1981.        | 0            |              |
| 1991.        | 123          |              |